# Cnaeus Cornelius Scipio Calvus
Cnaeus Cornelius Scipio Calvus (? – Hispania, i. e. 211) római politikus, hadvezér, a patricius származású Cornelia gens tagja volt. Atyja, Lucius, valamint fivére, Publius szintén elérte a consuli rangot. Ő volt a később fontos szerepet játszó Nasica-család őse fia, Publius Nasica, i. e. 191 egyik consulja révén.

## A consuli év
Előéletéről nem sokat tudunk, i. e. 222-ben Marcus Claudius Marcellus kollégájaként viselte a consuli magistraturát. Az északi-itáliai gallokkal vívott háború már a végéhez közeledett az előző évben Caius Flaminius és Publius Furius consulok által kivívott győzelmeknek köszönhetően: a boikat már pacifikálták, az insuberek pedig békét kérve követeket menesztettek Rómába. Scipio és Marcellus azonban elutasította a békefeltételeket, mire az insuberek az Alpok északi oldaláról áthívták szövetségeseik, a gaesaták 30000 harcosát. A consulok betörtek a Pó-síkságra és ostrom alá vették Acerrae városát, a kelták válaszul átkeltek a folyón, és Clastidiumot támadták meg. A tízezres különítményt Marcellus semmisítette meg nagyszámú lovasság és kis gyalogság élén, vezérüket, Britomartust/Viridomarust saját kezűleg vágta le. Ezután csatlakozott Scipióhoz, és közösen bevették Acerrae-t majd Mediolanumot (ma Milánó), a térség legnagyobb városát.
Az insuberek végül feltétel nélkül megadták magukat. Bár mindkét consulnak nagy érdemei voltak a gall háború befejezésében, csak Marcellust jutalmazták triumphusszal.

## Hispán hadjárat
I. e. 218-ban, amikor fivére consul volt, és Hispaniát jelölték ki számára provinciául, a Cnaeus a seregének legatusa lett. Miután Hannibált nem érték utol a Rhône-nál (Rhodanus), fivére visszatért Itáliába, de hadai nagy részét Cnaeus vezetésével elindította Hispaniába.
Míg bátyja a ticinusi és a trebiai csata során vereséget szenvedett a punoktól, Cnaeus sikeresen megvetette a lábát az Ebro (Iberus) és a Pireneusok között. Emporiumban szállt partra, maga mellé állítva a tengerparti ibéreket, akiket a pun hadvezérek keménységével élesen szembenálló kedvességével megnyert az ügyének. Miután Cissa/Scissus városában elfogta Hanno pun parancsnokot, Hispania északi fele a kezébe került. Hasdrubal későn indult ellentámadásra, így eredménytelenül vissza kellett térnie az Ebro túlpartjára, míg a római flotta egy részét felégette. Scipio Tarraco városában telelt csapataival.
I. e. 217-ben az Ebro torkolatánál szétverte a pun flottát, megszerezve a tengert a rómaiaknak. Nem sokkal később megérkezett fivére, Publius, akinek meghosszabbították consuli imperiumát, és 20 hajó és 8000 katona élén csatlakozott fivéréhez az Ibériai-félszigeten. Egészen i. e. 211-ig itt is maradtak, ám a köztes időszak eseményei már Livius korában sem voltak pontosan rekonstruálhatóak az ellentmondó források miatt. Mindenesetre győzelmeik megörökítésében erős túlzásokkal kell számolnunk, mert tartós eredményt nem tudtak elérni.
Amikor Publius megérkezett, közös erővel bevették Saguntum városát, ahonnan kiszabadították a punok hispán túszait, ezzel növelve támogatottságukat a helyiek körében. i. e. 216-ban állítólag olyan nagy vereséget mértek a Scipiók az Ebrónál Hasdrubalra, hogy az alig tudott megmenekülni a csatatérről. I. e. 215-ben a punok erősítést kaptak Mago vezetésével, de a római testvérpár leverte a pun fivéreket Illiturgi ostrománál, és állítólag Intibili mellett is döntő győzelmet arattak. I. e. 214 során megint pun erősítések érkeztek, ezúttal Gisco fia Hasdrubal vezetésével, míg Hannibal hasonló nevű fivérét ekkortájt visszahívták Afrikába Syphax numidiai király ellen. Két fényes római győzelemről hallunk ebből az évből, de ismét komolyabb eredmény nélkül.
Hasdrubal távoztával a Scipiók megkezdték a felkészülést az ellencsapásra: számos helyi törzzsel az oldalukon és mintegy 20 000 keltibér zsoldossal i. e. 212–211 körül már elég erősnek érezték magukat, hogy átkeljenek az Ebrón. Publius Mago és Gisco fia Hasdrubal ellen indult, míg fivére az időközben visszatért Barkasz fia Hasdrubal hadait támadta meg. Az eredmény katasztrofális volt: Publius hadserege nagy része elpusztult, és ő maga is a csatatéren maradt. Az ellene harcoló pun erők csatlakoztak Hasdrubalhoz, és a 20 000 keltibér átállásától bénult, hármas gyűrűbe került Cnaeus 29 nappal fivére után hasonló sorsra jutott.
Hasonló nevű rokonaihoz lásd: Cnaeus Cornelius Scipio.